# Crypticerya ewarti
Crypticerya ewarti är en insektsart som först beskrevs av Robert Newstead 1896.  Crypticerya ewarti ingår i släktet Crypticerya och familjen pärlsköldlöss.
Artens utbredningsområde är Nigeria. Inga underarter finns listade i Catalogue of Life.